# حمام بهار
حمام بهار مربوط به اواخر دوره قاجار است و در تبریز، خیابان حکم آباد، پشت مسجد میل لی واقع شده و این اثر در تاریخ ۲ آبان ۱۳۸۲ با شمارهٔ ثبت ۱۰۴۶۸ به‌عنوان یکی از آثار ملی ایران به ثبت رسیده است.